# خی گاو
خی گاو یک ستاره است که در صورت فلکی ثور قرار دارد.